# Château de Grünstein
Le château de Grünstein est un monument historique situé à Stotzheim, dans le département français du Bas-Rhin.

## Localisation
Ce bâtiment est situé au 21, rue du Bas Village à Stotzheim.

## Historique
L'édifice fait l'objet d'une inscription au titre des monuments historiques depuis 1986.

Divers occupants se sont succédé à travers les siècles. Ainsi, le premier château est bâti en 1163 par Otton de Stotzheim et porte le nom de "Schollenhof".
En 1339, est construit un nouveau château sur l’emplacement du précèdent. Les comtes de Rechberg en sont les propriétaires et lui donne le nom de "Steinerstock".
La construction du château actuel est réalisée en 1574.
En 1690, après la guerre de trente ans, l’Alsace redevient française et le château est racheté par le Sieur Claudius Le Laboureur.
En 1741, le château est alors vendu au Maréchal Jean Frédéric de Schwengsfeld et en 1789 est occupé par le clerc Euloge Schneider.
Il est, par la suite, racheté en 1830 par la famille de Mullenheim qui y entreprend de grandes rénovations.
En 1918, le château est aménagé en casino pour les officiers de l’armée allemande.
Les propriétaires actuels achètent le château inoccupé en 2009. Celui-ci est rénové pour en faire des chambres d’hôtes.